# Direktivet om straffrättsliga åtgärder till skydd för immateriella rättigheter
Direktivet om straffrättsliga åtgärder till skydd för immateriella rättigheter (även kallat IPRED2) var ett föreslaget direktiv från Europeiska kommissionen som lades fram den 26 april 2006. Det antogs aldrig.
Direktivet skulle ha blivit det andra i ordningen när det gäller att skydda immateriella rättigheter, och kallades därför ibland för IPRED2. Det första direktivet antogs av Europaparlamentet och Europeiska unionens råd och den 29 mars 2004.

## Kritik
The Foundation for a Free Information Infrastructure (FFII) menar att det är omöjligt för mjukvaruutvecklare att inte göra intrång på mjukvarupatent, och därför hotar IPRED2-direktivet att kriminalisera Europas mjukvaruutvecklare med i värsta fall fängelse som följd.